# Historia de la secularización en Uruguay

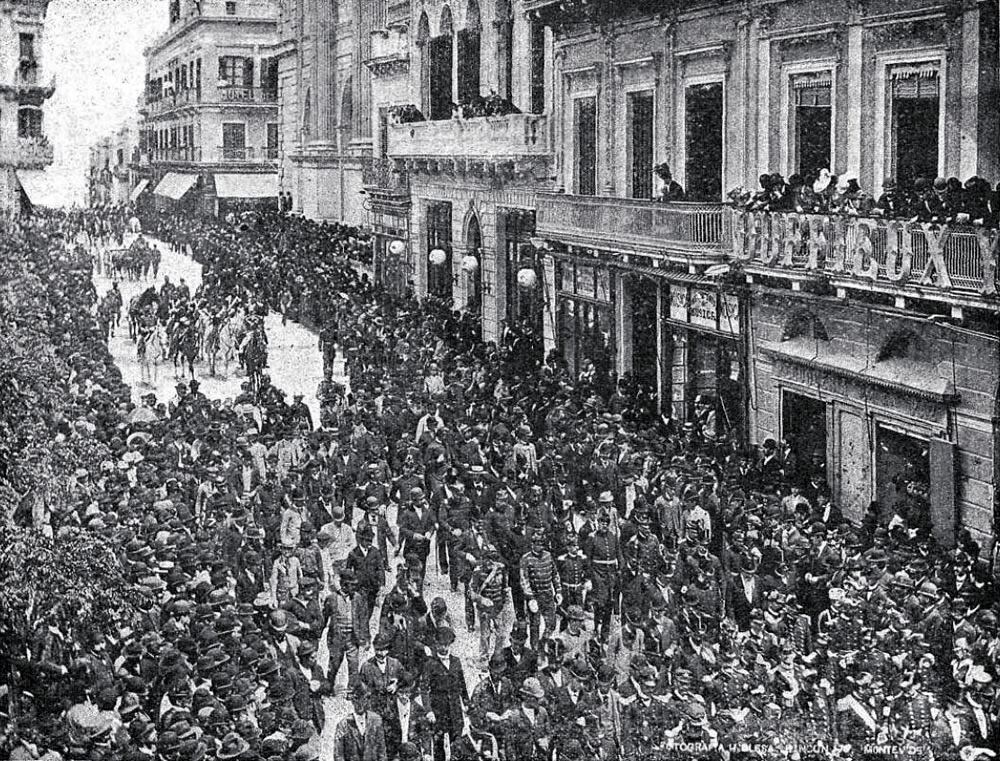
Fotografía de una procesión en Montevideo, probablemente tomada en las calles Ituzaingó y Rincón hacia el sur, hacia 1897.

La secularización en Uruguay es un proceso que se inicia con la renovación eclesiástica del Vicariato Apostólico en 1859, hasta que se cumple la separación institucional entre Iglesia y Estado, con la aprobación de la nueva Constitución de 1918 en Uruguay.

## La secularización en Uruguay
El término secularización ha sido interpretado de diferentes formas y, en los últimos tiempos se ha hecho hincapié en la necesidad de revisar a fondo sus contenidos. El concepto tiene un carácter fuertemente polisémico y hasta ambiguo lo que obliga tener cierta cautela en su utilización. Los historiadores Gerardo Caetano y Roger Geymonat en La secularización uruguaya, 1859-1919 (editorial Taurus, Montevideo, 1997) advierten de estas dificultades e insisten en señalar al proceso secularizador como aquel que conlleva una progresiva “privatización” de lo religioso.
En el caso uruguayo, este proceso de privatización se verificó aproximadamente entre 1860 y 1920, en el marco de una pugna entre la Iglesia y el Estado por la construcción y ocupación del "espacio público". Es en el período de la primera modernización cuando comenzó esa disputa, que alcanzó su punto más álgido y definitorio en las primeras décadas del siglo XX, con el llamado “primer batllismo”.
Este enfrentamiento derivó en una aguda polarización de las posiciones. El debate entre Iglesia y Estado fue uno de los más radicales del proceso modernizador y no hubo ámbito de la vida nacional que no reflejara, al menos en parte, la “cuestión religiosa”. En efecto, si bien hubo asuntos privilegiados (la enseñanza, por ejemplo), nada pareció quedar ajeno a esta cuestión, ni siquiera los días feriados, el nombre de calles y de pueblos, o los libros de texto de Historia.

## Historia de la separación entre la Iglesia y el Estado
En Uruguay, el proceso fue coincidente con la modernización que se dio en el país, especialmente en el último cuarto del siglo XIX. En una primera etapa, que se arrastra desde las últimas décadas del siglo XIX, mientras la sociedad uruguaya se seculariza, la Iglesia se repliega sobre sí misma y sobre “su rebaño”, dando lugar a una segunda etapa, que se ha llamado la etapa del “gueto” católico, que se extendería hasta la década del ‘60. A partir del impacto del Concilio Vaticano II, y no sin graves resistencias por parte de los sectores conservadores del catolicismo, se iniciaría una etapa de recolocación de lo religioso católico en la sociedad uruguaya.

### La separación de la Iglesia y el Estado durante el “primer batllismo”

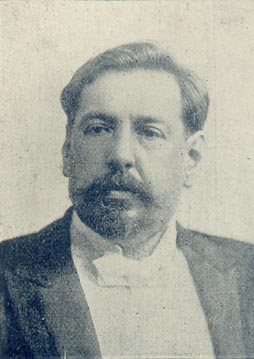
Presidente José Batlle y Ordóñez

En el llamado "primer batllismo" (1903-1930) se inició la gran ofensiva secularizadora para lograr la ocupación definitiva del espacio público por parte del Estado y el relegamiento hacia lo privado de lo religioso. Durante la primera presidencia de José Batlle y Ordóñez (1903-1907) el diputado Oneto y Viana presentó su proyecto de ley de divorcio, que sería aprobado en 1907, incluyendo -con fuerte resistencia de sectores conservadores católicos y no católicos-, como causal de disolución conyugal el mutuo consentimiento. En 1908 se creó el Hospital de Niños Pereira-Rosell bajo un régimen estrictamente laico. Esto había sido así por expresa condición de los donantes del predio para la erección de dicho nosocomio, los esposos Alejo Rossell y Rius y Dolores Pereira de Rossell. 
En 1906 se produjo uno de los actos más trascendentes y cargado de simbolismo de este proceso: se dispuso la “remoción de los crucifijos” de los hospitales de la Comisión de Caridad, lo que dio lugar a una célebre polémica entre Pedro Díaz y José Enrique Rodó. Acto que había sido precedido en septiembre de 1905 por una decisión de la Comisión interna del Hospital de Caridad, compuesta por los Dres. Manuel Quintela, Alfredo Navarro Benítez y Joaquín Canabal, ordenando el 15 de ese mes que en todas las salas del establecimiento y en lugar visible, se colocara el siguiente aviso: "La libertad religiosa es absoluta en este Hospital. Ningún asilado ni miembro del personal está obligado a hacer prácticas religiosas que no desee: eso dependerá enteramente de su voluntad." Dicha disposición fue publicada en el diario "El Día" en su edición del 16 de septiembre de 1905.
En 1910, el presidente Claudio Williman vetó la ley que suprimía honores militares a los símbolos religiosos, lo que significó un paso a la ofensiva por parte del Estado. En 1909 se suprimió la enseñanza religiosa en las escuelas públicas y se creó la Asistencia Pública Nacional, absolutamente laica. Pero fue con la segunda presidencia de Batlle y Ordóñez que el proceso se aceleró.
En efecto, 1911 marcó un momento de inflexión decisivo hacia la secularización total del Estado. Desde el mismo momento de su asunción, en el que Batlle desdeñó el juramento tradicional por contener elementos religiosos, se marcó cuál habría de ser el perfil del nuevo gobierno. Entre otras medidas -algunas aprobadas, otras simplemente proyectos- en 1911 se plantearon: la supresión de feriados religiosos (proyecto del diputado Pedro Cosio, de 25 de marzo) que no prosperó pero que configuró lo que luego sería la ley de 1919; el retiro del embajador uruguayo del Vaticano (30 de marzo); el proyecto del diputado Gilbert sobre severos controles a la enseñanza privada (29 de abril); la creación, por parte del Poder Ejecutivo, de una Comisión para inspeccionar las “casas de religión” en cumplimiento de la olvidada “ley de conventos” de 1885 (15 de mayo); la aprobación, prácticamente sin discusión, de la ley, vetada por Williman, de supresión de honores militares a los símbolos religiosos; entre otras.
Frente a esta ofensiva, la Iglesia nacional, sin Arzobispo desde la muerte de Mariano Soler en 1908, intentó reorganizar sus fuerzas para plantear la defensa de la “santa causa”. En el 4º Congreso Católico, celebrado en noviembre de 1911, se estableció la creación de las “Uniones” (Social, Económica y Cívica) para impulsar otra vez la presencia del catolicismo en la sociedad. No obstante, parecía carecer ya de la suficiente fuerza social para oponerse al avance estatal.
A partir de 1911, las medidas secularizadoras avanzaron en todos los campos, hasta culminar con la separación de la Iglesia del Estado, dispuesta por el Art. 5º de la Constitución de 1917. Pero aún logrado ese objetivo, considerado esencial por los liberales batllistas pese a las concesiones que se habían visto obligados a hacer, como reconocer la propiedad de los bienes por parte de la Iglesia, los proyectos de corte secularizador continuaron. Así, en 1918 se admitió la utilización de disfraces religiosos en las fiestas de Carnaval y los senadores Areco y Simón propusieron que en “ningún establecimiento privado de enseñanza podría enseñarse religión” y que se prohibía ejercer la docencia a “las personas de sexo masculino que hayan hecho o estén en trámite de hacer voto de castidad”. En 1919 se secularizaron los feriados religiosos, sobre la base de un proyecto del diputado Andreoli. En 1920 se proyectó la laicización de las “Escuelas Reformatorios para Mujeres”, sobre la base de que “la peor educación que pueda darse a una mujer, en nuestro tiempo, es la educación religiosa”. Ese mismo año, el Concejo Departamental de Montevideo dispuso la supresión de las capillas religiosas en los cementerios.

### A partir de 1920: el “gueto católico”
Con la separación de la Iglesia del Estado, dio inicio una nueva etapa en la historia de la Iglesia Católica uruguaya: la construcción y consolidación de lo que se ha llamado el “gueto católico”. En efecto, si bien es posible rastrear ese espíritu mucho antes que se produjera la ruptura institucional, resulta mucho más visible ese repliegue de la Iglesia sobre sí misma a partir de la década del ‘20.
Al decir del historiador religioso Alberto Methol Ferré, la Iglesia nacional vivió en este período una “vida mansa, casi sin accidentes, casi al margen de la vida uruguaya”. Como contrapartida, la sociedad terminó percibiéndola casi como “una reliquia y como una fuerza de limitado poder”. Ese proceso de desplazamiento de la religión “de la centralidad a la marginalidad”, ese relegamiento de lo religioso “a lo más profundo de la intimidad”  hasta convertirlo cada vez más en una experiencia personal, íntima, privada -“el pañuelo en el bolsillo” -, que en última instancia implicó el proceso de secularización, fue convirtiendo a la Iglesia uruguaya en una institución autorreferida y guetizada. Concretamente en este período apareció una actitud de preservación de los ya católicos, encuadrándolos en estructuras confesionales en la forma de una “pequeña cristiandad privada enclavada en un país laicista, fortaleza sitiada y campana de cristal”. 
Estas consideraciones sobre el creciente repliegue católico no deben asimilarse, sin embargo, a una ausencia absoluta de las manifestaciones religiosas en el espacio público. Por el contrario, a través de festividades y actos religiosos (las procesiones de Corpus Christi, por ejemplo), la congregación católica intentó mantener una presencia visible. Así, se le pudo ver en ocasión de la celebración del 3er. Congreso Eucarístico Nacional, en noviembre de 1938, donde organizó grandes actos que culminaron con una multitudinaria concentración en el Estadio Centenario. Por todo esto, la historiadora Carolina Greising ha insistido en que debiera revisarse la idea de “Iglesia guetto”.

## Efectos y consecuencias en la sociedad uruguaya
El nuevo y moderno Estado uruguayo dirigió su proyecto de secularización estadista apoyado por intelectuales y políticos, masones, liberales y racionalistas positivistas. Durante el periodo batllista, como afirmó el antropólogo Nicolás Guigou, el Estado uruguayo fue uno de los principales hacedores de una “religión civil”, ya produciéndola, ya apropiándose de los elementos simbólicos presentes en ella.
La Constitución de 1918 estableció también una libertad de culto total en la República, le fue reconocida a la Iglesia Católica la propiedad de los templos construidos con fondos públicos y, si bien retiró todo sustento económico a ella o a cualquier otra religión, se eximió de impuestos a los templos religiosos, como lo indicaba el flamante Art. 5 de la nueva Constitución. El mencionado repliegue de la Iglesia Católica de los espacios públicos, la privatización de la religión, coincidió con el goce de las libertades públicas como un valor esencial coincidente con la pluralidad religiosa ampliada por la ola inmigratoria. 
La disputa sobre los feriados y festividades religiosas comenzó ya en la época de la presidencia de Máximo Santos, y se resolvió con la ley de "secularización" de los feriados en 1919. Por su parte, en las últimas décadas del siglo XIX y primeras del XX, se le cambió el nombre a varios centros poblados; así, por ejemplo, entre 1909 y 1930, "Castillos" sustituyó a "San Vicente de Castillos", "Ecilda Paullier" a "Santa Ecilda", "Artigas" a "San Eugenio", "Canelones" a "Villa Guadalupe de los Canelones", "Paso de los Toros" a "Santa Isabel", "Francisco Soca" a "Santo Tomás de Aquino", "Bella Unión" a "Santa Rosa del Cuareim", entre otros. Por último, sobre los textos de Historia hubo una trascendente discusión en la Cámara de Diputados en 1932 por la utilización en las escuelas públicas y los institutos normales del texto del Hermano Damasceno. Con la ley del 23 de octubre de 1919 se estableció el "Día de la Familia" por Navidad, el "Día de los Niños" por Reyes, la "Semana de Turismo" por Semana Santa, etc. 
La sociedad uruguaya pasó a ser el escenario de un espacio homogéneo de identificación, que tuvo a la escuela pública, laica y gratuita, y a la alfabetización masiva como signos distintivos. Incluso para que los inmigrantes se fusionaran en esa nación común ("Uruguayos todos, vengan de donde vengan", al decir de José Batlle y Ordóñez) junto a los criollos europeizados, se expresaron por medio de una religión civil existente. Caetano y Geymonat advierten que la secularización uruguaya no era prematura ni originalmente radical, tanto en el contexto europeo como en el contexto latinoamericano, y que, si bien el enfrentamiento entre la Iglesia y el Estado por el espacio público finalizó hacia 1920 con la reforma constitucional y en 1930 estaba instalada la privatización de lo religioso, la cuestión religiosa continuó por largas décadas.

## Evolución Histórica y Proyección Futura
| Año  | Cristianos Católicos | Otros Cristianos | No Religiosos | Otras |
| ---- | -------------------- | ---------------- | ------------- | ----- |
| 1890 | 57,7                 | 1,3              | 40,3          | 0,7   |
| 1900 | 58,1                 | 1,8              | 39,2          | 0,9   |
| 1910 | 59,1                 | 2,0              | 37,7          | 1,2   |
| 1920 | 60,2                 | 2,1              | 36,3          | 1,4   |
| 1930 | 61,0                 | 2,3              | 35,0          | 1,7   |
| 1940 | 61,4                 | 2,4              | 34,3          | 1,9   |
| 1950 | 61,8                 | 2,6              | 33,6          | 2,0   |
| 1960 | 62,0                 | 2,9              | 33,2          | 1,9   |
| 1970 | 61,0                 | 4,1              | 33,1          | 1,8   |
| 1980 | 59,1                 | 4,9              | 33,8          | 2,2   |
| 1990 | 55,6                 | 6,2              | 35,6          | 2,6   |
| 2000 | 49,6                 | 8,8              | 38,7          | 2,9   |
| 2010 | 42,5                 | 11,9             | 42,3          | 3,3   |
| 2020 | 37,8                 | 13,6             | 45,0          | 3,6   |
| 2030 | 35,7                 | 14,4             | 45,9          | 4,0   |
| 2040 | 33,9                 | 14,7             | 47,0          | 4,4   |
| 2050 | 32,3                 | 15,1             | 47,8          | 4,8   |